# Wiener Lokalbahnen

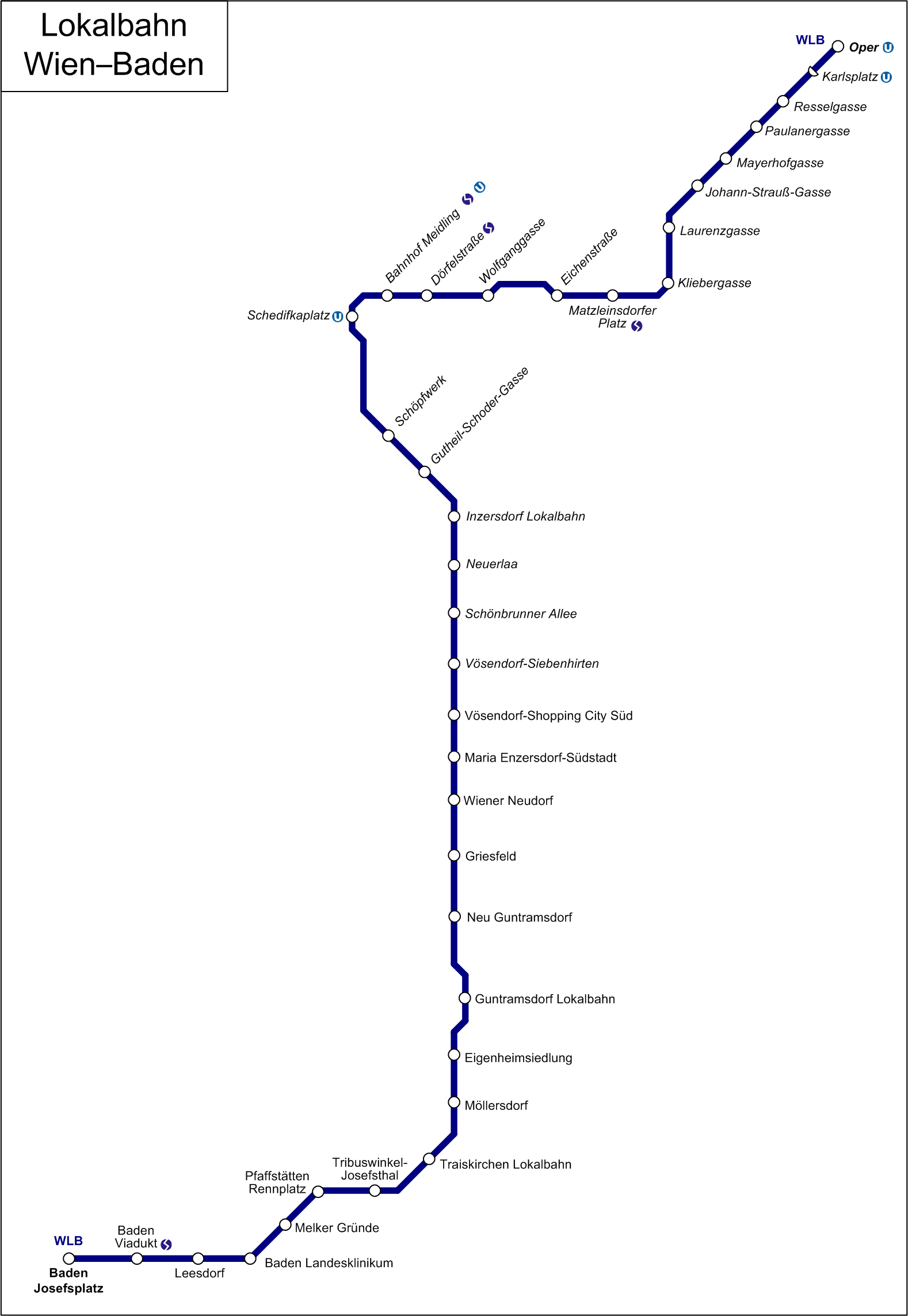
Plano de la línea entre Vienna-Baden (Lokalbahn Wien-Baden).

El Aktiengesellschaft Wiener Lokalbahnen (WLB), es una compañía austriaca de transporte público erigida como Sociedad Anónima que opera en Viena a través del Wiener linien Gesmbh, subsidiaria de Wiener Stadtwerke Holding AG. El servicio transcurre por doble vías electrificadas (a excepción de un segmento impar en Baden) desde la capital hasta Baden. Aparte del tren rápido, el servicio dispone de líneas de autobuses.
La compañía está integrada en el Verkehrsverbund Ostregion (VOR).
La empresa pública está formada por los siguientes servicios:
- Wiener Lokalbahnen Verkehrsdienste GmbH (Tren rápido)
- Wiener Lokalbahnen Busbetrieb GmbH (Autobuses)
- Wiener Lokalbahnen Cargo GmbH (Mercancías)

## Tráfico de pasajeros en Tren rápido
La línea férrea se extiende por 30,4 km de vía que parte desde Wiener Staatsoper, Viena hasta la estación Josefsplatz de Baden bei Wien. Cerca de 30.000 personas utilizan este medio al día para dirigirse al trabajo, centros de educación, centros comerciales, etc. Entre las estaciones Baden Viadukt y Baden Leesdorf, y Wien Schedifkaplatz y Staatsoper, el tren recorre tramos por los que debe reducir la velocidad. No obstante, por el resto de la ruta, viaja a una velocidad normal.

## Tráfico de pasajeros en Autobús

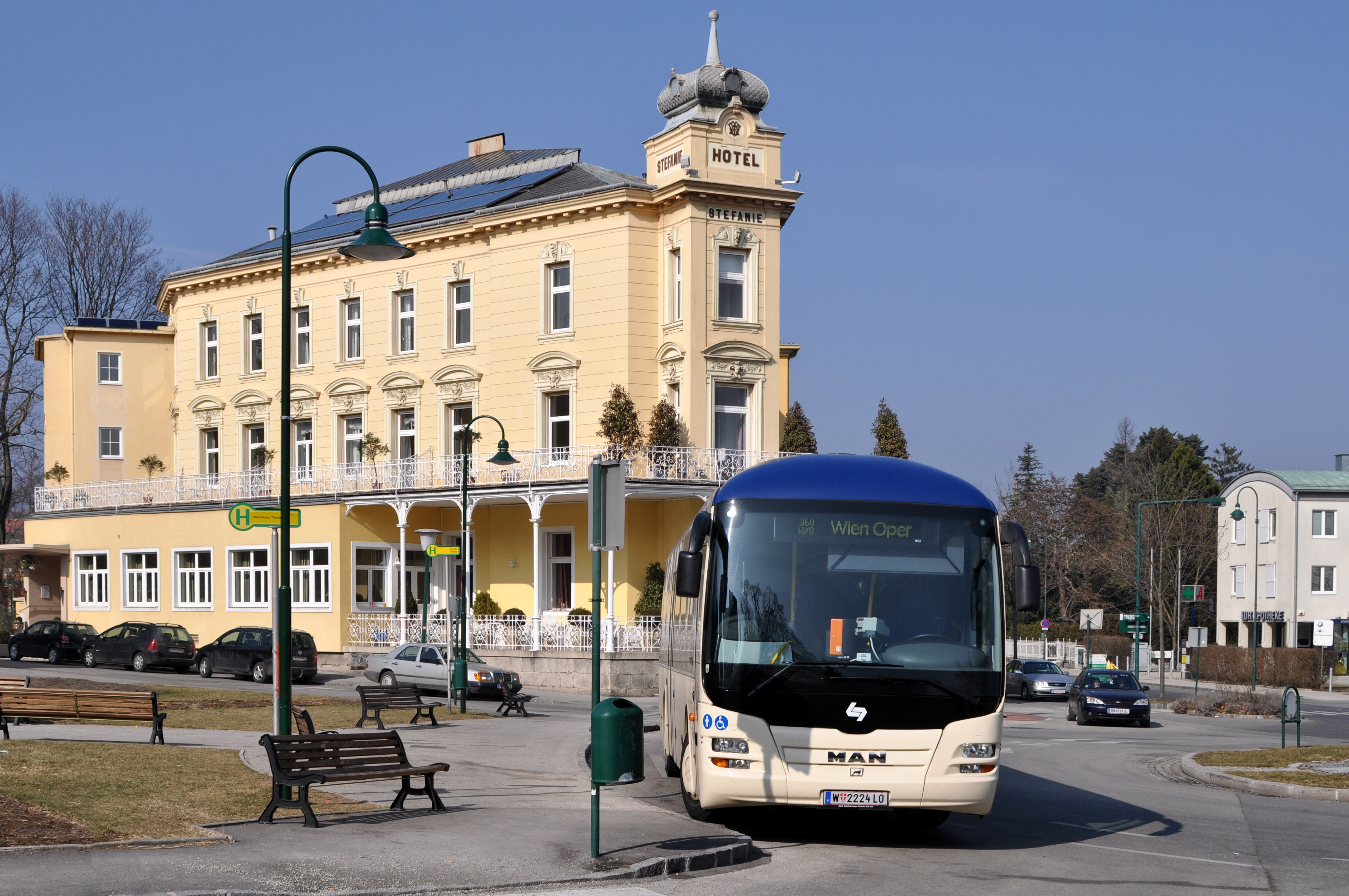
La línea de autobús 360 en Bad Vöslau

Las líneas de autobuses 357, 358, 359, 360 y 361 están operadas por la WLB a través de la VOR. Estás líneas dan servicio a Baden y alrededores, incluido la 360, denominada Casinobus Baden con paradas en Staatoper - Bad Vöslau - Gainfarn. El mismo trayecto está incluido en el servicio nocturno. En cuanto a la 361, tiene la siguiente ruta: Baden - Oeynhausen, Möllersdorf, Bad Vöslau y la zona industrial del sur de la Baja Austria. 
La empresa también es propietaria del Ikea-bus en Vösendorf, razón por la cual, el medio (modelo: MAN NL 263/283) tienen el logo de la empresa sueca. Sin embargo, el 26 de septiembre de 2012 se suspendió este trayecto, no obstante, los clientes disponen de otros dos autobuses que parten desde la línea U6 del metro en la estación de Siebenhirten y la U1 en Reumannplatz.

## Subsidiarias

### Wiener Lokalbahnen Cargo
El Cargo (WLC por sus siglas en idioma alemán) es un servicio de mercancías y posee de licencia para viajar, tanto por las vías férreas austriacas como por los países de Unión Europea. Los trenes disponen de un motor diésel fabricado a partir de un viejo GE Jenbacher y otros tres diésel de serie V100.
También hay once vagones EuroSprinter ES64 U2 fabricados por Siemens-Dispolok.
El servicio dispone de tres locomotoras modelo 1116 conocidas como "Bosporus-sprinters" debido a que el sistema de supervisión ferroviario es el mismo que en otros países orientales de Europa: Hungría (EVM 120), Bulgaria y Turquía. Actualmente circulan a diario por la lanzadera oriental (Duisburgo - Enns/Krems/Viena - Budapest.
También hay ocho convoyes eléctricos de la misma serie y que cubren la ruta norte y sur (Muelles del Báltico - Austria)
A finales de 2007, la división de mercancías se separó de la compañía principal, y es el 100% subsidiaria de la WLB bajo el nombre de Wiener Lokalbahnen Cargo GmbH (WLC)
En 2006, la compañía obtuvo ganancias de 26,1 millones de euros, cifra que se incrementó dos años después por el transporte de carga para los puertos.

### Wiener Lokalbahnen Verkehrsdienste
El principal objetivo de esta división es el transporte de personas con movilidad reducida o discapacitadas. El servicio depende de la WLB. El equipamiento de los autobuses se componen de noventa y ocho vehículos de la marca Mercedes adaptado a tales personas. También hay otros modelos como Setra, Volvo y Neoplan.

### Wiener Lokalbahnen Busbetrieb
En 2004 se creó el sistema de autobuses (WLBB) y opera desde primeros de 2005. Las dos primeras líneas construidas fueron la 27A y la 37A (2 de junio y 9 de octubre de 2005 respectivamente), las cuales están operadas por la compañía Wiener Linien. El 1 de febrero, las líneas 16A y 60A fueron transferidas a la WLBB.